# Maximiliana van Beieren

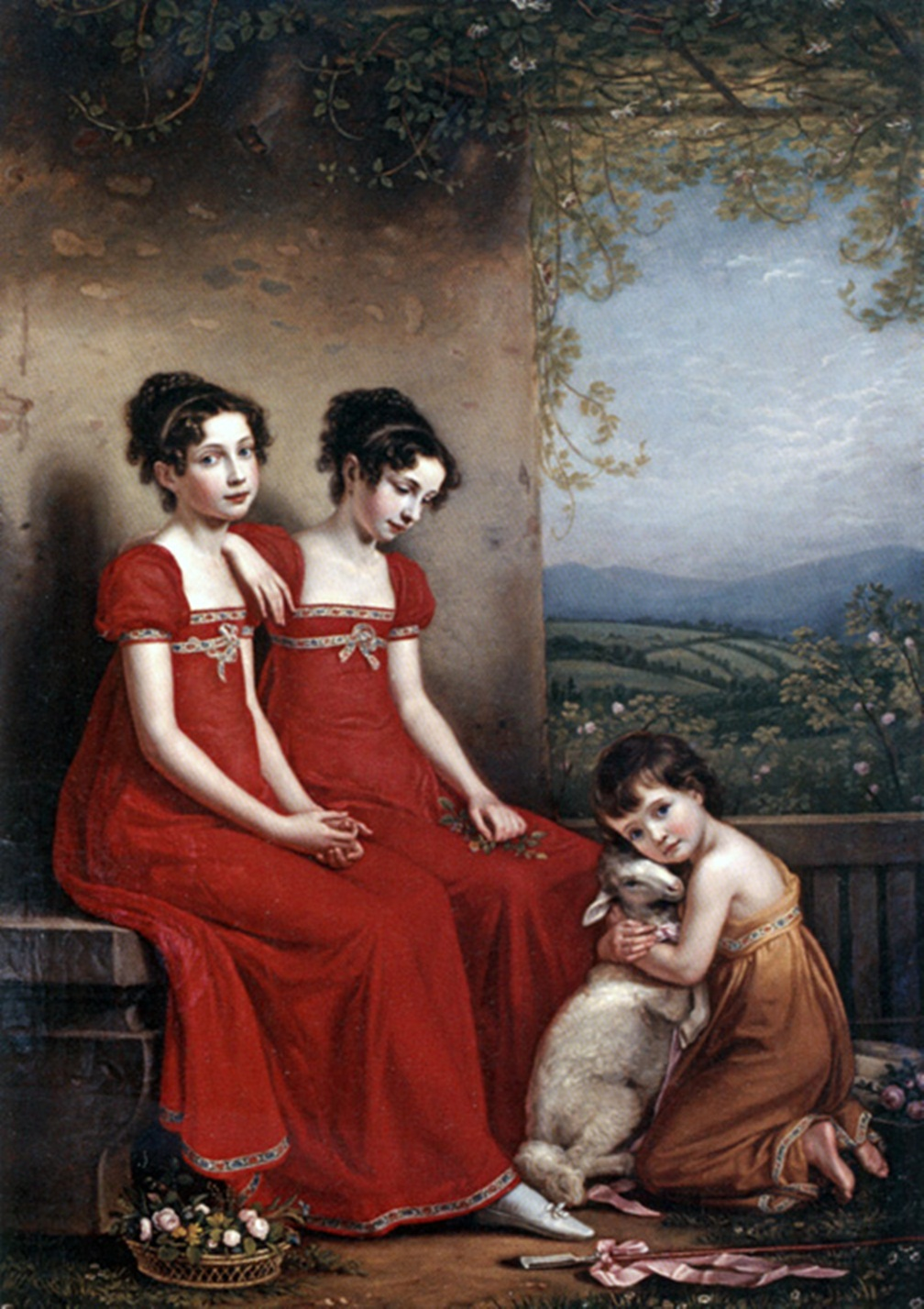
Prinses Maximiliana omhelst een lammetje op dit schilderij uit 1814 van Joseph Karl Stieler. Naast haar zitten de tweelingzussen prinses Elisabeth, de latere koningin van Pruisen en prinses Amalia, de latere koningin van Saksen

Maximiliana Josepha Caroline van Beieren (Slot Nymphenburg, 21 juli 1810 - aldaar, 4 februari 1821) was een prinses van Beieren uit het huis Wittelsbach.
Zij was de jongste dochter van koning Maximiliaan I Jozef van Beieren en diens tweede vrouw Caroline van Baden. Onder haar oudere zusters waren onder meer aartshertogin Sophie, de moeder van keizer Frans Jozef I van Oostenrijk en Ludovika, hertogin in Beieren, de moeder van keizerin Elisabeth (Sisi).
Zij overleed op tienjarige leeftijd en werd bijgezet in de koninklijke crypte in de Theatinerkirche.